# Шпетки
Шпетки (укр. Шпетки)— село в Усть-Путильской сельской общине Вижницкого района Черновицкой области Украины.
До 2020 года входило в Путильский район
Расположено на правом берегу реки Черемош.
Население по переписи 2001 года составляло 187 человек. Почтовый индекс — 59114. Телефонный код — 3738. Код КОАТУУ — 7323585503.